# 10a etapa del Tour de França de 2012
La 10a etapa del Tour de França de 2012 es disputà el dimecres 11 de juliol de 2012 sobre un recorregut de 194,5 km entre les localitats de Mâcon i Bellegarde-sur-Valserine.
El vencedor de l'etapa fou el francès Thomas Voeckler (Team Europcar), que s'imposà en solitari a l'arribada, amb tres segons sobre Michele Scarponi (Lampre-ISD) i set sobre Jens Voigt (RadioShack-Nissan). Voeckler aconseguí el mallot de la muntanya gràcies als punts aconseguits durant l'etapa, mentre que en les altres classificacions no es produïren canvis significatius.

## Perfil de l'etapa
Primera etapa d'alta muntanya de la present edició del Tour, just l'endemà del primer dia de descans, per carreteres de la serralada del Jura. Els primers 70 km són gairebé plans, per a partir d'Ambronay començar l'aproximació cap al primer port del dia, la Cota de Corlier, de 2a categoria. Al km 151,5 els ciclistes superen el primer port de categoria especial de la cursa, el coll de Grand Colombier, amb 17,4 km d'ascensió al 7,1% i cim a 1.501 msnm, que enllaça amb el coll de Richemond, de tercera categoria i a sols 20,5 km de l'arribada, a Bellegarde-sur-Valserine. L'etapa és molt similar a la 5a del Critèrium del Dauphiné 2012.

## Desenvolupament de l'etapa
Nombrosos intents d'escapada es produïren en els primers quilòmetres d'etapa, fins a formar-se una nombrosa escapada integrada per 25 corredors al km 32. Entre els escapats hi ha Michele Scarponi (Lampre-ISD), el millor classificat a la general, a uns 10 minuts de Bradley Wiggins (Team Sky); i els dos millors classificats en la classificació per punts, Peter Sagan (Liquigas-Cannondale) i Matthew Goss (Orica-GreenEDGE). Michael Mørkøv passà en primera posició per la cota de Corlier. A l'esprint intermedi de Béon (km 130,5) Sagan fou el primer a llançar l'esprint, però fou superat per Goss i Iauhèn Hutaròvitx (FDJ-BigMat). Els escapats aconseguiren una màxima diferència de 7' 10" al km 120 d'etapa.
Amb l'inici a l'ascensió al coll de Grand Colombier el grup dels escapats quedà reduït a tan sols 6 corredors: Scarponi, Thomas Voeckler (Team Europcar), Sandy Casar (FDJ-BigMat), Dries Devenyns (Omega Pharma-Quick Step), Jean-Christophe Péraud (AG2R La Mondiale) i Luis León Sánchez (Rabobank ProTeam), però un atac de Sánchez va fer que Péraud i Casar es despengessin. Voeckler va ser el primer a passar pel cim, mentre un gran grup reduït a unes 25 unitats ho feia 5' 30" més tard.
En el descens Vincenzo Nibali (Liquigas-Cannondale) atacava en el grup del líder, aconseguint obrir, gràcies a l'ajuda de Sagan, un forat proper al minut, però en l'ascens al darrer port del dia, el coll de Richemond, va ser neutralitzat pels homes del Team Sky, que imposaren un fort ritme perseguidor.
Els escapats veieren com se'ls unia, a manca de 9 km, Jens Voigt (RadioShack-Nissan). A 3 km atacà Devenyns, però en el darrer quilòmetre va ser superat per Voeckler, que marxà en solitari cap a l'arribada per aconseguir la seva tercera victòria d'etapa al Tour. Tres segons després arribà Scarponi i set segons després Voigt. Wiggins conservà el lideratge i les diferències i sols el mallot de la muntanya canvià, en favor de Voeckler, després que aquest hagués passat el primer pels dos darrers ports del dia.

## Punts
| Primer  | Matthew Goss (AUS)      | 20 pts |
| Segon   | Iauhèn Hutaròvitx (BLR) | 17 pts |
| Tercer  | Peter Sagan (SVK)       | 15 pts |
| Quart   | Yukiya Arashiro (JPN)   | 13 pts |
| Cinquè  | Jens Voigt (GER)        | 11 pts |
| Sisè    | Marcus Burghardt (GER)  | 10 pts |
| Setè    | Sandy Casar (FRA)       | 9 pts  |
| Vuitè   | Luis León Sánchez (ESP) | 8 pts  |
| Novè    | Michael Mørkøv (DEN)    | 7 pts  |
| Desè    | David Millar (GBR)      | 6 pts  |
| Onzè    | Michele Scarponi (ITA)  | 5 pts  |
| Dotzè   | Dmitri Fofónov (KAZ)    | 4 pts  |
| Tretzè  | David Zabriskie (USA)   | 3 pts  |
| Catorzè | Simon Gerrans (AUS)     | 2 pts  |
| Quinzè  | Thomas Voeckler (FRA)   | 1 pt   |

| Primer  | Thomas Voeckler (FRA)       | 20 pts |
| Segon   | Michele Scarponi (ITA)      | 17 pts |
| Tercer  | Jens Voigt (GER)            | 15 pts |
| Quart   | Luis León Sánchez (ESP)     | 13 pts |
| Cinquè  | Dries Devenyns (BEL)        | 11 pts |
| Sisè    | Sandy Casar (FRA)           | 10 pts |
| Setè    | Egoi Martínez (ESP)         | 9 pts  |
| Vuitè   | Pierre Rolland (FRA)        | 8 pts  |
| Novè    | Jurgen Van den Broeck (BEL) | 7 pts  |
| Desè    | Dmitri Fofónov (KAZ)        | 6 pts  |
| Onzè    | Thibaut Pinot (FRA)         | 5 pts  |
| Dotzè   | Cadel Evans (AUS)           | 4 pts  |
| Tretzè  | Bradley Wiggins (GBR)       | 3 pts  |
| Catorzè | Nicolas Roche (IRL)         | 2 pts  |
| Quinzè  | Vincenzo Nibali (ITA)       | 1 pt   |

## Cotes
| Primer | Michael Mørkøv (DEN)  | 5 pts |
| Segon  | Andrí Hrivko (UKR)    | 3 pts |
| Tercer | Jens Voigt (GER)      | 2 pts |
| Quart  | Thomas Voeckler (FRA) | 1 pt  |

| Primer | Thomas Voeckler (FRA)        | 25 pts |
| Segon  | Michele Scarponi (ITA)       | 20 pts |
| Tercer | Luis León Sánchez (ESP)      | 16 pts |
| Quart  | Dries Devenyns (BEL)         | 14 pts |
| Cinquè | Jens Voigt (GER)             | 12 pts |
| Sisè   | Sandy Casar (FRA)            | 10 pts |
| Setè   | Egoi Martínez (ESP)          | 8 pts  |
| Vuitè  | Dmitri Fofónov (KAZ)         | 6 pts  |
| Novè   | Andrí Hrivko (UKR)           | 4 pts  |
| Desè   | Jean-Christophe Péraud (FRA) | 2 pts  |

- 3. Coll de Richemond. 1.051m. 3a categoria (km 174) (7,2 km al 5,0%)

| Primer | Thomas Voeckler (FRA)  | 2 pts |
| Segon  | Michele Scarponi (ITA) | 1 pt  |

## Classificació de l'etapa
|    | Ciclista                    | Equip                   | Temps      |
| -- | --------------------------- | ----------------------- | ---------- |
| 1  | Thomas Voeckler (FRA)       | Team Europcar           | 4h 26' 26" |
| 2  | Michele Scarponi (ITA)      | Liquigas-Cannondale     | + 3"       |
| 3  | Jens Voigt (GER)            | RadioShack-Nissan       | + 7"       |
| 4  | Luis León Sánchez (ESP)     | Rabobank ProTeam        | + 23"      |
| 5  | Dries Devenyns (BEL)        | Omega Pharma-Quick Step | + 30"      |
| 6  | Sandy Casar (FRA)           | Saur-Sojasun            | + 2' 44"   |
| 7  | Egoi Martínez (ESP)         | Euskaltel–Euskadi       | + 2' 44"   |
| 8  | Pierre Rolland (FRA)        | Team Europcar           | + 2' 44"   |
| 9  | Jurgen van den Broeck (BEL) | Lotto-Belisol           | + 2' 44"   |
| 10 | Dmitri Fofónov (KAZ)        | Astana Qazaqstan Team   | + 2' 52"   |

## Classificació general
|    | Ciclista                    | Equip               | Temps       |
| -- | --------------------------- | ------------------- | ----------- |
| 1  | Bradley Wiggins (GBR)       | Team Sky            | 43h 59' 02" |
| 2  | Cadel Evans (AUS)           | BMC Racing Team     | + 1' 53"    |
| 3  | Chris Froome (GBR)          | Team Sky            | + 2' 07"    |
| 4  | Vincenzo Nibali (ITA)       | Liquigas-Cannondale | + 2' 23"    |
| 5  | Denís Ménxov (RUS)          | Team Katusha        | + 3' 02"    |
| 6  | Haimar Zubeldia (ESP)       | RadioShack-Nissan   | + 3' 19"    |
| 7  | Maxime Monfort (BEL)        | RadioShack-Nissan   | + 4' 23"    |
| 8  | Jurgen van den Broeck (BEL) | Lotto-Belisol       | + 4' 48"    |
| 9  | Nicolas Roche (IRL)         | AG2R La Mondiale    | + 5' 29"    |
| 10 | Tejay van Garderen (USA)    | BMC Racing Team     | + 5' 31"    |

## Classificacions annexes
|    | Ciclista                  | Equip               | Punts   |
| -- | ------------------------- | ------------------- | ------- |
| 1r | Peter Sagan (SVK)         | Liquigas-Cannondale | 232 pts |
| 2n | Matthew Harley Goss (AUS) | Orica-GreenEDGE     | 205 pts |
| 3r | André Greipel (GER)       | Lotto-Belisol       | 172 pts |

|    | Ciclista                 | Equip                 | Punts  |
| -- | ------------------------ | --------------------- | ------ |
| 1r | Thomas Voeckler (FRA)    | Team Europcar         | 28 pts |
| 2n | Fredrik Kessiakoff (SWE) | Astana Qazaqstan Team | 21 pts |
| 3r | Michele Scarponi (ITA)   | Liquigas-Cannondale   | 21 pts |

|    | Ciclista                 | Equip           | Temps       |
| -- | ------------------------ | --------------- | ----------- |
| 1r | Tejay van Garderen (USA) | BMC Racing Team | 44h 04' 33" |
| 2n | Rein Taaramae (EST)      | Cofidis         | + 25"       |
| 3r | Thibaut Pinot (FRA)      | FDJ-BigMat      | + 3' 22"    |

|    | Equip             | Temps        |
| -- | ----------------- | ------------ |
| 1r | RadioShack-Nissan | 132h 02' 22" |
| 2n | Team Sky          | + 4' 58"     |
| 3r | BMC Racing Team   | + 22' 06"    |

## Abandonaments
- Rémy Di Grégorio (Cofidis): suspès el dia anterior pel seu equip en ser acusat de dopatge.[7]
- Tony Martin (Omega Pharma-Quick Step): no surt.
- Matthew Lloyd (Lampre-ISD): no surt.